# Comitatul Hillsborough, Florida
Comitatul Hillsborough (în engleză Hillsborough County) este un comitat situat în statul Florida, SUA. Capitala comitatului se află la Tampa. El a luat ființă la data de 25 ianuarie 1834, fiind o parte din comitatul Alachua. Comitatul Hillsborough are o suprafață de totală de 3.279 km², din care 558 km² este ocupată de apă. În anul 2010 comitatul avea o populație de 1.229.226 locuitori cu o densitate de 416,1 loc./km².

## Date geografice
Comitatul se întinde pe o suprafață de 3.279 km², din care suprfața de 558 km² este ocupată de apă. Comitate vecine luate în sensul acelor de ceasornic sunt: Polk County, Hardee County, Manatee County, Pinellas County și Pasco County.

## Demografie
După datele recensământlui din anul 2000, aici trăiesc:
- 998.948 persoane, densitatea populației 367 loc./km²
- 391.357 gospodării
- 255.164 familii
- din care 75,17% sunt albi
- 14,96% afroamericani
- 0,39% amerindieni
- 2,20% asiatici
- , 0,07% locuitori de pe insulele din Pacific
- 4,66% alte grupări etnice
- 2,56% metiși și mulatri
- 17,99% latino americani

|  | Graficele sunt indisponibile din cauza unor probleme tehnice. Mai multe informații se găsesc la Phabricator și la wiki-ul MediaWiki. |

Date: Wikidata - grafică realizată de Wikipedia

## Orașele principale
- Plant City
- Tampa
- Temple Terrace